# Wilhelm Raapke
Wilhelm Raapke (Marienwerder, 13 novembre 1896 – Amburgo, 28 gennaio 1970) è stato un generale tedesco.

## Biografia
Friedrich Henry Carl Albrecht Wilhelm Raapke nacque a Marienwerder, nella regione del Brandeburgo il 13 novembre 1896.
Prestò servizio nell’artiglieria durante la Prima guerra mondiale. Il 1º agosto 1935 fu nominato comandante del III Battaglione di artiglieria della Wehrmacht. Il 1º settembre 1939, giorno dell'inizio della Seconda guerra mondiale, assunse il comando del 258° Reggimento di artiglieria, già inquadrato nella 258ª Divisione fanteria, a sua volta sotto il comando del generale di brigata Walther Wollmann. I reparti di Raapke furono trasferiti sul fronte polacco alla fine di settembre.
In seguito, fu assegnato al fronte occidentale come parte della 1ª Armata del colonnello generale Erwin von Witzleben, nel Saarland, di fronte alla linea Maginot in Lorena. La divisione, insieme al resto dell’armata, mantenne una posizione difensiva durante la fase iniziale dell’invasione della Francia. Il 14 giugno 1940 la 1ª Armata passò all’offensiva e attaccò la Linea Maginot tra Saint-Avold e Saarbrücken, ottenendo penetrazioni in più punti.

### Membro dello Stato maggiore dell'esercito (1941-1944)
Nel 1941, Raapke entrò a far parte dello Stato maggiore dell'Heeresgruppe Mitte (Gruppo d'Armate Centro) sotto il feldmaresciallo Fedor von Bock, dove contribuì alla gestione del ruolo dell'esercito nell'Operazione Barbarossa e nelle successive campagne in Russia. Rimase in tale posizione fino al 1943.
Dal 14 marzo 1943 al 1º gennaio 1945 comandò la 71ª Divisione fanteria. La divisione, riformata in Danimarca dopo la distruzione a Stalingrado, fu trasferita in Italia nel settembre 1943. Partecipò ai combattimenti di Nettuno nel gennaio 1944 e di Cassino nel marzo dello stesso anno, unendosi successivamente al 14° Corpo corrazzato, al comando del generale Fridolin von Senger und Etterlin. Per la sua leadership in queste battaglie, a Raapke fu conferita la Croce tedesca in oro. 
Nell’estate del 1944, dopo la sconfitta di Cassino e la liberazione di Roma, di fronte all’avanzata alleata, il feldmaresciallo Albert Kesselring adottò una tattica difensiva temporeggiatrice. La 71ª Divisione di Raapke fu trasferita sul fronte adriatico, insieme alla 278ª Divisione comandata dal generale Harry Hoppe. A Raapke fu affidato l'incarico di contrastare l'avanzata della Brigata Maiella, allora guidata dal comandante in campo Domenico Troilo, la quale, in seguito alla liberazione dell'Abruzzo, stava costringendo le truppe tedesche stanziate nell'entroterra marchigiano a ritirarsi su posizioni difensive più arretrate, agevolando così la progressione degli Alleati verso la Linea Gotica.

### Ultimi anni e prigionia
In relazione alle perdite subite nei mesi precedenti, alla divisione e al suo comandante fu concesso un periodo di riposo e riorganizzazione nelle zone di Trieste, Udine e Gorizia, fino al 28 novembre 1944. In tale data, l’unità fu trasferita in Ungheria, dove prese parte agli ultimi combattimenti nell’area del Lago Balaton.
Il 15 gennaio 1945, Raapke fu trasferito all'Oberkommando des Heeres (Alto Comando dell'Esercito) come generale per "impieghi speciali". Fu catturato dalle forze britanniche nello Schleswig-Holstein il 15 maggio 1945.
Dopo la cattura, venne internato a Island Farm, noto anche come Camp 198, un campo di prigionia situato alla periferia della città di Bridgend, nel Galles del Sud. Il campo ospitò numerosi prigionieri dell'Asse, principalmente tedeschi, ed è ricordato per essere stato teatro del più grande tentativo di evasione da parte di prigionieri di guerra tedeschi in Gran Bretagna durante la Seconda Guerra Mondiale. Verso la fine del conflitto, fu rinominato Special Camp 11 e utilizzato per la detenzione di numerosi alti leader militari delle SS in attesa di estradizione per il processo di Norimberga.
Il 10 ottobre 1947 fece ritorno in patria, ad Amburgo, a bordo della nave "El Nil". Morì ad Amburgo il 28 gennaio 1970.